# Sants
Sants è un quartiere di Barcellona che si trova nella zona sud della città. Appartiene al distretto di Sants-Montjuïc e confina con i distretti dell'Eixample a nord-est, de Les Corts a nord-ovest e con il comune di L'Hospitalet de Llobregat a sud.
Sants era in passato una città indipendente da Barcellona finché non venne accorpato nel 1897. Al tempo Sants contava una popolazione di 19.105 abitanti ed era un importante quartiere industriale dove si trovavano alcuni dei più importanti stabilimenti tessili spagnoli, come la España Industrial o il Vapor Vell.
L'arteria principale del quartiere è la Carretera de Sants, che unisce Plaça d'Espanya con il comune di L'Hospitalet de Llobregat e rappresenta una delle strade più ricche di negozi di tutta Barcellona. Nel quartiere si trova inoltre la Estació de Barcelona-Sants, la più grande stazione ferroviaria di Barcellona, e il Parque de la España Industrial.

## Cultura

### Eventi
È molto conosciuta la sua Fiesta Mayor che ricorre il 24 agosto, giorno della festività di San Bartolomeo, santo patrono del quartiere.